# Teatro Nacional de São Carlos
Teatro Nacional de São Carlos är ett operahus i Lissabon i Portugal. 
Operan invigdes av drottning Maria I 30 juni 1793. Den uppfördes för att ersätta Ópera do Tejo, som hade blivit förstörd i jordbävningen i Lissabon 1755. Till att börja med uppfördes både opera och talteater på Teatro Nacional de São Carlos, men sedan nationalteatern Teatro Nacional D. Maria II hade öppnat 1846 blev det exklusivt ett operahus. 